# 마에다 야마토
마에다 야마토(일본어: 前田 大和, 1987년 11월 5일 ~ )는 일본의 프로 야구 선수이며, 현재 센트럴 리그인 요코하마 DeNA 베이스타스의 소속 선수(내야수, 외야수)이다.
2007년부터 등록명을 야마토(大和)로 변경했고 등록 포지션은 2013년까진 내야수로 등록되어 있었으나 2012년 이후 공식 경기에서는 중견수로 출장했다. 2014년에 등록 포지션을 외야수로 변경했다.

## 인물

### 프로 입단 전
쇼난 고등학교에서는 1번·유격수로 1학년 여름 고시엔, 3학년 여름 고시엔에 출전했으며 3학년 때에는 모교의 8강 진출에 공헌했다. 당시 경기를 TV로 관전하던 한신 타이거스 감독 오카다 아키노부에게 수비력을 주목받았고 2005년 고교생 신인 드래프트에서 한신에게서 4순위로 지명을 받아 입단하였다.

### 프로 입단 후

#### 2006년
입단 전부터 유명했던 수비를 높게 평가받았고, 고졸 1년 차에 드래프트에서는 최후에 지명받았기 때문에 주로 2번·유격수로 2군 주전 선수로 발탁돼 프레시 올스타 게임에도 출전했다. 전체 88경기 중 리그 최다인 83경기에 출전해 2위와 큰 차이가 나는 최다 희생타를 기록했다. 또한 웨스턴 리그 2위인 4개의 3루타를 날려 주력이 있는 것도 어필했다.

#### 2007년
2년 연속 웨스턴 리그 최다 희생타를 기록했고 프레시 올스타 게임에 출전했으며 베이징 프레 올림픽 야구 일본 대표에 소집되어 총 5경기에 출전했다. 결승전에서는 승리 타점이 되는 적시타를 날리는 등 활약했다.

#### 2008년
3년 만에 처음으로 노하라 마사시와 함께 스프링 캠프 1군 멤버로 발탁되었다. 그러나 두 사람 모두 개막 후에는 2군으로 강등되어 그 시즌 동안 1군 출전 기회를 잡지 못했다. 2군에서는 71경기에 출전해 타율 2할 2푼 6리, 출루율 2할 6푼 6리를 기록하면서 리그 3위인 14개의 도루를 기록했다. 3년 연속 최다 희생타를 기록했고 유격수로서 최고 수비율도 기록했다.

#### 2009년
스프링 캠프에서 1군 멤버로 발탁되었지만 개막은 2군에서 맞이했다. 2군에서도 개막부터 타격 부진으로 타율이 1할대였으나 4월 14일에 처음으로 1군에 등록되어 15일의 주니치 드래곤스와의 경기에서 첫 출전했다. 이후에는 주로 대주자·대수비로 기용되다가 5월 31일의 홋카이도 닛폰햄 파이터스 전에서 연장 12회 2사 1, 2루의 타석에서 풀카운트까지 스윙하지 않고 삼진당해 다음 날 2군으로 강등되었다. 이후 본인은 “스스로 결정할 용기가 없었다”라고 말하며 은근히 볼넷을 바라며 소극적이었던 자세를 인정했다.
7월 5일에는 1군에 복귀해 22일에 열린 도쿄 야쿠르트 스왈로스전에서 프로 첫 안타를 기록했다. 8월 4일 주니치와의 경기에서는 프로 입문 이후 처음으로 선발 출장을 달성했다. 이 경기에서 주니치의 선발이었던 천웨이인에게 2안타를 기록했는데 이 2안타가 당일 한신의 유일한 출루가 되어 결과적으로는 퍼펙트 게임을 무산시킨 것이 되었다. 또한 같은 시즌에 열린 U-26 NPB 선발 대 대학 일본 대표의 경기에서는 한신의 유일한 연령 제한 범위 대표로 출전했다.

#### 2010년
그 해에는 60경기 이상 1군 경기에 출전했고 히어로 인터뷰도 처음으로 경험했다. 내야수로 등록되었지만 4경기에 외야수로 출전했다. 10월 20일 미야자키에서 열렸던 교육 리그인 피닉스 리그에 합류해 출전 기회를 늘리기 위해 외야 수비 연습을 직소, 같은 리그에서 외야수 출전을 희망했다.

#### 2011년
작년과 마찬가지로 시즌 개막 당시에는 1군 멤버로 발탁되었으나 5월 13일 2군 경기에서 왼쪽 어깨를 다쳐 등록이 말소되었다. 이후 8월 5일에는 다시 1군에 등록되어 8월 7일 야쿠르트전에서 처음으로 1루 수비를 맡았다. 이 해는 주로 3루 대수비로서 우익수 이외에 내·외야 6개의 포지션을 경험했다.

#### 2012년
내야수로 등록된 채로 시범 경기에서 주로 중견수로 기용, 그대로 개막 1군에 진입하며 타격에 일가견 있는 좌투수를 상대로 하는 경기를 중심으로 주로 2번·중견수로 종종 선발로 기용되었다. 후반기에는 우에모토 히로키와 함께 발이 바른 테이블 세터로 정착, 처음으로 100경기 이상 출전했다.

#### 2013년
2013년 시즌에도 역시 내야수로 등록된 채 2번·중견수의 주전으로 정착, 새로 합류한 니시오카 쓰요시와 테이블 세터로 활약하는 한편 외야에서는 넓은 수비 범위를 자랑했다. 센트럴·퍼시픽 교류전 기간 동안 최악의 타격 부진으로 도중 교체 및 타순 강등도 경험했지만 9번·중견수로 출전한 6월 1일의 오릭스 버펄로스전에서는 선발로 완투한 가네코 지히로에게서 결승타를 포함해 전 타석 2루타를 기록했다. 6월 29일 히로시마 도요 카프전에서는 자신의 부모와 가노야 시에서 방문한 여행객들 앞에서 프로 데뷔 후 첫 끝내기 안타를 기록했다. 그러나 8월 20일 요코하마 DeNA 베이스타스와의 경기에서는 9회초 타석에서 오타 아토리가 던진 공에 오른손을 맞아 교체되었고, 이후 중지의 골절로 판명되어 21일에 출전 선수 등록이 말소되었다.
팀의 시즌 마지막 경기가 된 히로시마와의 클라이맥스 시리즈 퍼스트 스테이지 2차전(10월 30일, 한신 고시엔 구장)에서 2번·중견수로 선발 출전해 실전에 복귀했다. 1군 공식 경기에는 부상의 여파로 전년도와 약간 밑도는 104경기에 그쳤으나 입단 후 처음으로 규정 타석을 채웠다(타율 2할 7푼 3리). 시즌 종료 후 10월 19일 프리 아나운서인 하라 마리코와의 결혼을 발표했다.

#### 2014년
1월부터 등록 포지션을 외야수로 변경했다.

## 선수로서의 특징
신인 시절부터 높이 평가 받아온 수비력이 특색으로 ‘수비 뿐이라면 1군에서도 통용된다’고 경영진에서도 확실한 보장을 받아 베이징 프레 올림픽 야구 일본 대표로 소집되었을 때 감독 호시노 센이치에게도 ‘한신에서 수비를 가장 잘하는 선수’로 선정되었다.
타격 면에서는 프로로 가녀린 체격이기 때문에 젊은 시절에는 빈약해 장타력이 없었고, 타율이 낮은 것도 큰 과제가 되고 있었다. 하지만 2010년부터 타격에서도 성장을 보였는데 특히 좌투수와의 대전 성적이 좋아 좌투인 천웨이인이 주니치 드래곤스에서 선발 로테이션을 담당하던 2011년까지 천이 선발로 나선 경기에서 안타를 기록하는 경우가 빈번했다.
현재의 과제는 우완 투수와의 대전할 경우의 타격이다. 2군에서 2년 연속 최다 희생타를 기록하여 번트 기술이 좋다고 평가받았지만 2번 타자로 1군 주전 선수로 정착한 이후부터 보내기 번트 실패가 눈에 띄게 증가하였다. 2013년 7월 16일에 열린 요미우리 자이언츠와의 경기(한신 고시엔 구장)에서는 1회말 무사 1루에서 맞이한 첫 번째 타석에서 보내기 번트를 시도했는데 선발 투수였던 스가노 도모유키에게 몸쪽 공을 오른손에 맞아 타석 중간에 슌스케와 교체되었다. 경기 후 오른손 중지의 타박상으로 진단되었는데 다음날 요미우리와의 경기에서는 보호를 위한 휴식으로 그해 개막전 이후부터 이어졌던 연속 경기 출전 기록이 80경기에서 중단되었다.
주루 면에서는 2006년 3루타, 2008년 도루 개수에서 웨스턴 리그 최고의 기록을 보유하고 있으며 주력 기술이 매우 높다.

## 에피소드
좋아하는 음식은 고기와 스위트로 한신 고시엔 구장에서 2013년 프로 야구 시즌부터 야마토가 좋아하는 메뉴를 담은 도시락 ‘젊은 호랑이 야마토의 야마토 혼 고기 도시락’을 장내 한정으로 발매하고 있다.

## 상세 정보

### 출신 학교
- 쇼난 고등학교

### 선수 경력
- 한신 타이거스(2006년 ~ 2017년)
- 요코하마 DeNA 베이스타스(2018년 ~ )

### 수상·타이틀 경력
- 골든 글러브상: 1회(2014년)
- ‘조지아혼’상: 1회(2013년도 제6회)

### 개인 기록
- 첫 출장: 2009년 4월 15일, 대 주니치 드래곤스 1차전(한신 고시엔 구장), 8회초에 2루수로서 출전
- 첫 타석: 2009년 4월 25일, 대 히로시마 도요 카프 5차전(MAZDA Zoom-Zoom 스타디움 히로시마), 7회초에 하야시 마사키로부터 2루 땅볼
- 첫 도루: 2009년 7월 19일, 대 요미우리 자이언츠 12차전(도쿄 돔), 10회초에 2루 안착(투수: 마크 크룬, 포수: 가토 겐)
- 첫 안타: 2009년 7월 22일, 대 도쿄 야쿠르트 스왈로스 12차전(한신 고시엔 구장), 4회말에 다테야마 쇼헤이로부터 중전 안타
- 첫 선발 출장: 2009년 8월 4일, 대 주니치 드래곤스 12차전(나고야 돔), 2번·2루수로 선발 출장
- 첫 타점: 2009년 8월 7일, 대 히로시마 도요 카프 12차전(MAZDA Zoom-Zoom 스타디움 히로시마), 9회초에 고마쓰 다케시로부터 투수 앞 스퀴즈
- 첫 홈런: 2014년 5월 14일, 대 히로시마 도요 카프 8차전(도라도라 파크 요나고 시민 구장), 3회초에 오노 준페이로부터 좌월 솔로 홈런

### 등번호
- 66(2006년 ~ 2010년)
- 0(2011년 ~ 2017년)
- 9(2018년 ~ )

### 등록명
- 前田 大和(2006년)
- 大和(2007년 ~ )

### 연도별 타격 성적
| 연 도     | 소 속     | 경 기 | 타 석 | 타 수 | 득 점 | 안 타 | 2 루 타 | 3 루 타 | 홈 런 | 루 타 | 타 점 | 도 루 | 도 루 자 | 희 생 번 | 희 생 플 | 볼 넷 | 고 4 | 사 구 | 삼 진 | 병 살 타 | 타 율 | 출 루 율 | 장 타 율 | O P S |
| --------- | --------- | ----- | ----- | ----- | ----- | ----- | ------- | ------- | ----- | ----- | ----- | ----- | -------- | -------- | -------- | ----- | ---- | ----- | ----- | -------- | ----- | -------- | -------- | ----- |
| 2009년    | 한신      | 66    | 72    | 62    | 12    | 11    | 3       | 0       | 0     | 14    | 1     | 3     | 1        | 7        | 0        | 3     | 0    | 0     | 7     | 0        | .177  | .215     | .226     | .441  |
| 2010년    | 한신      | 62    | 50    | 44    | 19    | 12    | 0       | 1       | 0     | 14    | 4     | 8     | 3        | 1        | 1        | 4     | 0    | 0     | 8     | 1        | .273  | .327     | .318     | .645  |
| 2011년    | 한신      | 47    | 62    | 51    | 13    | 12    | 1       | 1       | 0     | 15    | 6     | 5     | 1        | 5        | 3        | 3     | 0    | 0     | 6     | 0        | .235  | .263     | .294     | .557  |
| 2012년    | 한신      | 128   | 349   | 311   | 29    | 80    | 13      | 3       | 0     | 99    | 26    | 17    | 8        | 19       | 0        | 15    | 0    | 4     | 46    | 3        | .257  | .300     | .318     | .618  |
| 2013년    | 한신      | 104   | 454   | 384   | 51    | 105   | 12      | 3       | 0     | 123   | 21    | 19    | 9        | 35       | 0        | 27    | 0    | 8     | 40    | 2        | .273  | .334     | .320     | .654  |
| 2014년    | 한신      | 121   | 481   | 398   | 54    | 105   | 17      | 1       | 1     | 127   | 24    | 11    | 7        | 50       | 1        | 28    | 1    | 4     | 52    | 7        | .264  | .318     | .319     | .638  |
| 통산: 6년 | 통산: 6년 | 528   | 1468  | 1250  | 178   | 325   | 46      | 9       | 1     | 392   | 82    | 63    | 29       | 117      | 5        | 80    | 1    | 16    | 159   | 13       | .260  | .312     | .314     | .626  |

- 2014년 기준, 굵은 글씨는 시즌 최고 성적.

### 연도별 수비 성적
| 연도 | 1루  | 1루  | 1루  | 1루  | 1루  | 1루    | 2루  | 2루  | 2루  | 2루  | 2루  | 2루    | 3루  | 3루  | 3루  | 3루  | 3루  | 3루    | 유격 | 유격 | 유격 | 유격 | 유격 | 유격   | 외야 | 외야 | 외야 | 외야 | 외야 | 외야   |
| 연도 | 경기 | 척살 | 보살 | 실책 | 병살 | 수비율 | 경기 | 척살 | 보살 | 실책 | 병살 | 수비율 | 경기 | 척살 | 보살 | 실책 | 병살 | 수비율 | 경기 | 척살 | 보살 | 실책 | 병살 | 수비율 | 경기 | 척살 | 보살 | 실책 | 병살 | 수비율 |
| ---- | ---- | ---- | ---- | ---- | ---- | ------ | ---- | ---- | ---- | ---- | ---- | ------ | ---- | ---- | ---- | ---- | ---- | ------ | ---- | ---- | ---- | ---- | ---- | ------ | ---- | ---- | ---- | ---- | ---- | ------ |
| 2009 | -    | -    | -    | -    | -    | -      | 53   | 57   | 70   | 1    | 15   | .992   | -    | -    | -    | -    | -    | -      | 2    | 1    | 3    | 0    | 0    | 1.000  | -    | -    | -    | -    | -    | -      |
| 2010 | -    | -    | -    | -    | -    | -      | 44   | 30   | 43   | 2    | 9    | .973   | -    | -    | -    | -    | -    | -      | 7    | 4    | 11   | 0    | 2    | 1.000  | 4    | 0    | 0    | 0    | 0    | ----   |
| 2011 | 4    | 4    | 0    | 0    | 0    | 1.000  | 11   | 15   | 15   | 0    | 3    | 1.000  | 27   | 6    | 12   | 5    | 1    | .783   | 1    | 2    | 2    | 0    | 0    | 1.000  | 2    | 0    | 0    | 0    | 0    | ----   |
| 2012 | -    | -    | -    | -    | -    | -      | 4    | 7    | 6    | 1    | 3    | .929   | -    | -    | -    | -    | -    | -      | -    | -    | -    | -    | -    | -      | 115  | 171  | 4    | 1    | 0    | .994   |
| 2013 | -    | -    | -    | -    | -    | -      | -    | -    | -    | -    | -    | -      | -    | -    | -    | -    | -    | -      | -    | -    | -    | -    | -    | -      | 104  | 201  | 7    | 2    | 0    | .990   |
| 2014 | -    | -    | -    | -    | -    | -      | 9    | 22   | 31   | 2    | 11   | .964   | -    | -    | -    | -    | -    | -      | -    | -    | -    | -    | -    | -      | 111  | 224  | 3    | 1    | 1    | .996   |
| 통산 | 4    | 4    | 0    | 0    | 0    | 1.000  | 123  | 131  | 165  | 6    | 41   | .980   | 27   | 6    | 12   | 5    | 1    | .783   | 10   | 7    | 16   | 0    | 2    | 1.000  | 336  | 596  | 14   | 4    | 1    | .996   |

- 2014년 기준.